# 滇缅路战役
滇缅路战役為中国抗日战争的大型戰役，地點是在中國雲南省緬甸北部交界，起始時間為1942年3月上旬。日軍第12、18、33、35師團及泰國軍隊兩師，攻陷仰光，並在隨後攻打緬北。中國部隊越過邊境，以200師為主，與其對抗。8月，一度佔領緬北的中國軍隊退至怒江，該戰役以日軍佔領緬甸而結束，日軍獲勝。第十一集团军司令兼昆明防守司令宋希濂，所部编入远征军，在滇西缅北抗击日军，主持滇西緬北战役三年，歼灭日军3个师团，完全打通中印公路，至1945年3月取得胜利。

## 滇西緬北 序列
- 自印度藍姆伽始 ,印度雷多(又名:列多),瓦魯班戰鬥、同古戰鬥、仁安羌大捷、惠通橋防衛戰鬥、胡康河谷戰役、松山碉堡殲滅戰、喬克柏當戰鬥、棠吉戰鬥、雷烈姆戰鬥、新維戰鬥、臘戍戰鬥、孟拱戰鬥、南盤江戰鬥、梅苗戰鬥、南坎戰鬥、八莫戰鬥、沾益戰鬥、臘猛戰鬥、龍陵戰鬥、遮放戰鬥、畹町戰鬥、木遮戰鬥、芒市戰鬥、芒友會師、南渡戰鬥、西保戰鬥、南燕戰鬥、皎麥戰鬥、喬梅戰鬥、果敢戰鬥、騰越戰鬥、騰衝(沖)城市攻防戰鬥、
  - 滇西緬北戰役（奧敦之戰 – 同古保衛戰 – 仁安羌之戰）
- 密之那會戰、曼德勒會戰、平滿納會戰、